# Psametych I
Psametych I (Psametyk I) – faraon, władca starożytnego Egiptu, założyciel XXVI dynastii, zwanej Saicką. Prawdopodobnie panował w latach 664–610 p.n.e.

## Życiorys
Psametych I wywodził się z rodziny panującej w Sais w Delcie. Ród z Sais sięgnął po koronę królewską dzięki najazdom Asarhaddona i Aszurbanipala, władców Asyrii. Asarhaddon zmusił do ucieczki z Egiptu Taharkę, przedostatniego władcę XXV dynastii, wywodzącej się z Nubii. Książęta Sais stale i konsekwentnie sprzeciwali się panowaniu Nubijczyków i trwali w przymierzu z Asyrią. Ojciec Psametycha Necho I zginął w walce z następcą Taharki, Tanutamonem, który próbował, nie bez powodzenia, odzyskać panowanie nad Egiptem. Jedynym jego przeciwnikiem pozostał wówczas Psametych, któremu poparcia, także militarnego, udzielił Aszurbanipal, następca Asarhaddona. Asyryjczycy złupili Teby i wycofali się, pozostawiając władzę Psametychowi. Nowy król szybko uniezależnił się od protektorów, wykorzystując ich zaangażowanie na innych frontach, a około roku 653 p.n.e. być może zadał im militarną klęskę (wspomina o niej Herodot, lecz niektórzy badacze kwestionują wiarygodność tej informacji). Pogłębiający się kryzys imperium asyryjskiego pozwolił Psametychowi odbudować mocarstwową pozycję Egiptu w regionie (choć Egipt nie odzyska już siły, jaką miał w czasach Nowego Państwa). W ostatnich latach panowania to Psametych będzie udzielał pomocy Asyrii, której nie uratuje jednak przed ostatecznym upadkiem. 
Kontrolę nad Górnym Egiptem Psametych I zapewnił sobie, wysyłając swoją córkę Nitokris do Teb i wymuszając jej adopcję przez rządzące tam boskie małżonki Amona: Szepenupet II i Amenardis II - siostrę i córkę Taharki. Opowieść o tym wydarzeniu uwieczniono na tzw. steli adopcyjnej. Psametycha I uznał potężny Montuemhat, gubernator Teb z nubijskiego jeszcze mianowania. Zapewne dzięki temu Montuemhat zachował swą pozycję i mógł przygotować sobie monumentalny grobowiec u wejścia do kotliny Deir el-Bahari w Tebach Zachodnich.
Psametych I zasłynął jako władca filohelleński - życzliwie nastawiony do Greków. Wiele miejsca poświęca mu Herodot w swych "Dziejach" (ks. II). Król rozbudowywał armię, sprowadzając najemników z Grecji i osiedlając ich w koloniach na terenie Delty. Od jego panowania rozpoczyna się zainteresowanie greckich elit Egiptem. Obok greckiego Psametych I wspierał również osadnictwo żydowskie. Żydzi utworzyli liczną kolonię na Elefantynie, niezwykle interesującą ze względu na dokonane tam przekształcenia judaizmu. Polityka króla doprowadziła do otwarcia Egiptu na świat śródziemnomorski, wzmożenia kontaktów handlowych i w efekcie rozkwitu ekonomicznego.
Ekonomiczne i militarne otwarcie Egiptu Psametych I łączył z konserwatyzmem w kwestiach religii i działalności artystycznej. W sztuce i ideologii Psametych I i jego następcy z XXVI dynastii podkreślać będą swe związki z tradycją wielkich epok w dziejach Egiptu. Stąd ich panowanie określa się mianem renesansu saickiego. Władcy saiccy będą imitować, bardzo udatnie, styl Starego Państwa. W ramach odradzania czystej tradycji egipskiej Psametych I zwalczał obce kulty (a przy okazji kult egipskiego boga Seta, wiązanego z Azją). Za panowania XXVI dynastii rozpowszechnił się na ogromną skalę kult zwierzęcych wcieleń bóstw, obecny w religii egipskiej od zawsze, lecz nigdy tak nie eksponowany. Psametych I rozpoczął rozbudowę katakumb dla świętych byków - Serapeum w Sakkarze.

## Tytulatura
| G5 |

| G5 |

| aA · ib · Z1 |

| aA · ib · Z1 |

| aA · ib · Z1 |

| aA · ib · Z1 |

| G5 |

| G5 |

| aA · ib · Z1 |

| aA · ib · Z1 |

| aA · ib · Z1 |

| aA · ib · Z1 |

| G16 |

| G16 |

| nb · a · Z1 |

| nb · a · Z1 |

| nb · a · Z1 |

| nb · a · Z1 |

| G16 |

| G16 |

| nb · a · Z1 |

| nb · a · Z1 |

| nb · a · Z1 |

| nb · a · Z1 |

| G8 |

| G8 |

| q · n | nw | w | D40 |

| q · n | nw | w | D40 |

| q · n | nw | w | D40 |

| q · n | nw | w | D40 |

| G8 |

| G8 |

| q · n | nw | w | D40 |

| q · n | nw | w | D40 |

| q · n | nw | w | D40 |

| q · n | nw | w | D40 |

| M23 · X1 | L2 · X1 |

| M23 · X1 | L2 · X1 |

| N5 | V29 | F34 |

| N5 | V29 | F34 |

| N5 | V29 | F34 |

| N5 | V29 | F34 |

| M23 · X1 | L2 · X1 |

| M23 · X1 | L2 · X1 |

| N5 | V29 | F34 |

| N5 | V29 | F34 |

| N5 | V29 | F34 |

| N5 | V29 | F34 |

| G39 | N5 |

| G39 | N5 |

| p · s | m | T · k |

| p · s | m | T · k |

| p · s | m | T · k |

| p · s | m | T · k |

| G39 | N5 |

| G39 | N5 |

| p · s | m | T · k |

| p · s | m | T · k |

| p · s | m | T · k |

| p · s | m | T · k |

Poza wymienionymi znane jest kilkanaście odmiennych form zapisu imion Psametyka.